# Trophée Matteotti amateurs
Le Trophée Matteotti amateurs (Trofeo Matteotti en Italie) est une course par étapes italienne créée en 1952 qui se déroule au mois de mai. Elle met aux prises uniquement des coureurs espoirs (moins de 23 ans) et amateurs. 

## Palmarès
| Année     | Vainqueur            | Deuxième              | Troisième           |
| --------- | -------------------- | --------------------- | ------------------- |
| 1952      | Gastone Nencini      |                       |                     |
| 1953      | Italo Mazzacurati    |                       |                     |
| 1954      | Daniele Boccini      |                       |                     |
| 1955      | Sergio Gelichi       |                       |                     |
| 1956      | Franco Bertini       |                       |                     |
| 1957      | Bruno Mussolini      |                       |                     |
| 1958      | Giuseppe Pardini     |                       |                     |
| 1959      | Mario Zanchi         |                       |                     |
| 1960      | Carlo Storai         |                       |                     |
| 1961      | Romano Del Carlo     |                       |                     |
| 1962      | Baldissera Velleda   |                       |                     |
| 1963      | Giancarlo Tampieri   |                       |                     |
| 1964      | Nello Marinai        |                       |                     |
| 1965      | Giancarlo Tampieri   |                       |                     |
| 1966      | Antonio Albonetti    |                       |                     |
| 1967      | Fabrizio Fabbri      |                       |                     |
| 1968      | Flavio Martini       |                       |                     |
| 1969      | Giuseppe Piacenti    |                       |                     |
| 1970      | Nazzareno Pola       |                       |                     |
| 1971      | Fabio Del Bino       |                       |                     |
| 1972-1973 | non disputé          | non disputé           | non disputé         |
| 1974      | Osvaldo Bettoni      |                       |                     |
| 1975      | Riccardo Magrini     |                       |                     |
| 1976      | Giuseppe Fatato      |                       |                     |
| 1977      | Giuseppe Solfrini    |                       |                     |
| 1978      | Leopoldo Cecconi     |                       |                     |
| 1979      | Giuseppe Zola        |                       |                     |
| 1980      | Alessandro Paganessi |                       |                     |
| 1981      | Davide Cassani       |                       |                     |
| 1982      | Stefani Giuliani     |                       |                     |
| 1983      | Kim Eriksen          |                       |                     |
| 1984      | Shane Bannon         |                       |                     |
| 1985      | Rolf Sørensen        |                       |                     |
| 1986      | Stefano Casagrande   |                       |                     |
| 1987      | Stefano Della Santa  |                       |                     |
| 1988      | Andrea Chiurato      |                       |                     |
| 1989      | Paolo Botarelli      |                       |                     |
| 1990      | Angelo Citracca      |                       |                     |
| 1991      | Sergio Barbero       |                       |                     |
| 1992      | Simone Biasci        |                       |                     |
| 1993      | Luca Scinto          |                       |                     |
| 1994      | Daniele Sgnaolin     |                       |                     |
| 1995      | Marco Della Vedova   |                       |                     |
| 1996      | Davide Montanari     | Paolo Bettini         | Isidoro Colombo     |
| 1997      | Matteo Panzeri       | Salvatore Commesso    | Filippo Baldo       |
| 1998      | Gianluca Tonetti     |                       |                     |
| 1999      | Samuele Vecchi       | Milan Kadlec          |                     |
| 2000      | Luca De Angeli       |                       |                     |
| 2001      | Domenico Passuello   |                       |                     |
| 2002      | Aleksandr Bajenov    |                       |                     |
| 2003      | Sergueï Lagoutine    | Guido Balbis          | Manuele Mori        |
| 2004      | Stefano Boggia       | Mikhailo Khalilov     | Gene Bates          |
| 2005      | Massimiliano Maisto  | Luca Capodaglio       | Aristide Ratti      |
| 2006      | Davide Malacarne     | Eugenio Loria         | Marco Bandiera      |
| 2007      | Rafael Infantino     | Jaroslaw Dabrowski    | Andriy Buchko       |
| 2008      | Sacha Modolo         | Simone Ponzi          | Maksym Averin       |
| 2009      | Alfredo Balloni      | Richie Porte          | Enrico Magazzini    |
| 2010      | Winner Anacona       | Piotr Gawroński       | Kristian Sbaragli   |
| 2011      | Stefano Agostini     | Alfonso Fiorenza      | Rafael Andriato     |
| 2012      | Nicola Boem          | Matteo Busato         | Enrico Barbin       |
| 2013      | Gianluca Leonardi    | Davide Formolo        | Alessio Casini      |
| 2014      | Alessandro Tonelli   | Luca Sterbini         | Daniele Cavasin     |
| 2015      | Danilo Celano        | Pierpaolo Ficara      | Marco Bernardinetti |
| 2016      | Marco Bernardinetti  | Aleksandr Riabushenko | Gabriele Giannelli  |
| 2017      | Luca Raggio          | Aleksandr Riabushenko | Paolo Baccio        |
| 2018      | Simone Ravanelli     | Matteo Natali         | Alberto Amici       |
| 2019      | Andrea Toniatti      | Anton Vtyurin         | Filippo Fiorelli    |
| 2020      | pas de course        | pas de course         | pas de course       |
| 2021      | Luca Colnaghi        | Simone Piccolo        | Andrea Gallo        |
| 2022      | Lorenzo Quartucci    | Christian Bagatin     | Alessandro Iacchi   |
| 2023      | Martin Nessler       | Francesco Di Felice   | Andrea Debiasi      |
| 2024      | Nicolò Garibbo       | Simone Carrò          | Sergio Meris        |
| 2025      | Matteo Ambrosini     | Matteo Regnanti       | Diego Bracalente    |